# Oljochowo (Kaliningrad)
Oljochowo (russisch Олёхово, deutsch Grieben) ist ein Ort in der russischen Oblast Kaliningrad. Er gehört zur kommunalen Selbstverwaltungseinheit Munizipalkreis Osjorsk im Rajon Osjorsk.

## Geographische Lage
Oljochowo liegt 13 Kilometer südwestlich der Rajonstadt Osjorsk (Darkehmen/Angerapp) an der Kommunalstraße 27K-115 von Luschki (Tarputschen/Sauckenhof) nach Opotschenskoje (Groß Skirlack). Ein Bahnanschluss besteht nicht.

## Geschichte
Grieben war ein ausgesprochenes Bauerndorf. Im Jahre 1818 lebten hier 95 Einwohner, deren Zahl bis 1863 auf 352 anstieg. Im Jahr 1874 wurde die Landgemeinde Grieben dem neu eingerichteten Amtsbezirk Ernstburg (russisch nach 1945: Sady, nicht mehr existent) im Kreis Darkehmen zugeordnet. Im Jahre 1933 wurden in Grieben 249, 1939 noch 198 Einwohner registriert.
Im Januar 1945 wurde der Ort von der Roten Armee besetzt. Die neue Polnische Provisorische Regierung ging zunächst davon aus, dass er mit dem gesamten Kreis Darkehmen (Angerapp) unter ihre Verwaltung fallen würde. Im Potsdamer Abkommen (Artikel VI) von August 1945 wurde die neue sowjetisch-polnische Grenze aber unabhängig von den alten Kreisgrenzen anvisiert, wodurch der Ort unter sowjetische Verwaltung kam. Im Juni 1947 erhielt er den russischen Namen Oljochowo und wurde gleichzeitig Verwaltungssitz eines Dorfsowjets im Rajon Osjorsk. Die polnische Umbenennung des Ortes in Grzybno im Juni 1948 wurde nicht mehr wirksam. 1954 gelangte Oljochowo in den Dorfsowjet  Nowostrojewski selski Sowet. Von 2008 bis 2014 gehörte der Ort zur Landgemeinde Nowostrojewskoje selskoje posselenije, von 2015 bis 2020 zum Stadtkreis Osjorsk und seither zum Munizipalkreis Osjorsk.

### Oljochowski selski Sowet 1947–1954
Der Dorfsowjet Oljochowski selski Sowet (ru. Олёховский сельский Совет) wurde im Juni 1947 eingerichtet. Im Jahr 1954 wurde der Dorfsowjet wieder aufgelöst und an den Nowostrojewski selski Sowet angeschlossen.
| Ortsname                           | Name bis 1947/50                                        | Jahr der Umbenennung |
| ---------------------------------- | ------------------------------------------------------- | -------------------- |
| Aljoschkino (Алёшкино)             | Albrechtau                                              | 1947                 |
| Fokino (Фокино)                    | Neu Eszergallen/Neu Eschergallen, 1938–1945:"Wehrwalde" | 1950                 |
| Gogolewskoje (Гоголевское)         | Lenkelischken/Lenkehlischken, 1938–1945:"Gutbergen"     | 1947                 |
| Juschnoje (Южное)                  | Jautecken, 1938–1945:"Friedeck"                         | 1950                 |
| Kolossowo (Колоово)                | Ernstthal                                               | 1950                 |
| Korowino (Коровино)                | Sennhütte                                               | 1950                 |
| Krasnaja Poljana (Красная Поляна)  | Rodwalde                                                | 1950                 |
| Krasnoarmeiskoje (Красноармейское) | Abscherningken, 1938–1945:"Dachshausen"                 | 1947                 |
| Molodjoschnoje (Молодёжное)        | Sorgenfrei                                              | 1950                 |
| Moschenskoje (Мошенское)           | Neu Pillkallen, 1938–1945:"Rüttelsdorf"                 | 1950                 |
| Oktjabrskoje (Октябрьское)         | Aussicht                                                | 1950                 |
| Oljochowo (Олёхово)                | Grieben                                                 | 1947                 |
| Opotschenskoje (Опоченское)        | Groß Skirlack                                           | 1947                 |
| Pogranitschnoje (Пограничное)      | Groß Illmen                                             | 1950                 |
| Prudnoje (Прудное)                 | Menkimmen, 1938–1945:"Menken"                           | 1947                 |
| Saosjornoje (Заозёрное)            | Kowarren, 1938–1945:"Kleinfriedeck"                     | 1947                 |
| Schiguljowo (Жигулёво)             | Tannenrode                                              | 1950                 |

## Kirche
Kirchlicherseits gehörte die mehrheitlich evangelische Bevölkerung von Grieben vor 1945 zum Pfarrdorf Trempen (seit 1947: Nowostrojewo), das im Kirchenkreis Darkehmen (1938–1945 Angerapp, seit 1946: Osjorsk) der Kirchenprovinz Ostpreußen der Kirche der Altpreußischen Union lag.
Heute gibt es in Oljochowo eine der neu entstandenen evangelischen Gemeinden, eine Filialgemeinde der Salzburger Kirche in Gussew (Gumbinnen). Sie ist der Propstei Kaliningrad in der Evangelisch-Lutherischen Kirche Europäisches Russland (ELKER) zugeordnet ist.

## Schule
Ab 1825 bestand in Grieben eine zweiklassige Volksschule. Vorher gehörte der Ort zum Schulverband Groß Skirlack.